# Jodbenzen
Jodbenzen je organická sloučenina se vzorcem C6H5I, její molekula je odvozena od benzenu náhradou jednoho vodíkového atomu atomem jodu. Používá se jako meziprodukt v organické syntéze. Obvykle jde o bezbarvou kapalinu, i když starší vzorky bývají nažloutlé.

## Příprava
Jodbenzen může být zakoupen, lze jej však také připravit v laboratoři Sandmeyerovou reakcí z anilinu. V prvním kroku se provede diazotace aminové skupiny kyselinou chlorovodíkovou a dusitanem sodným za vzniku benzendiazoniumchloridu a plynného dusíku. Následně se přidá jodid draselný; produkt lze oddělit destilací s vodní parou.
Další možnost představuje reakce jodu a kyseliny dusičné s benzenem.

## Reakce
Vazba C–I je slabší než vazby C–Br nebo C–Cl, jodbenzen je tak reaktivnější než brombenzen či chlorbenzen. Snadno reaguje s hořčíkem za tvorby Grignardova činidla, fenylmagnesiumjodidu. Fenylmagnesiumjodidje, podobně jako fenylmagnesiumbromid, syntetickým ekvivalentem fenylové skupiny. Reaguje s chlorem za vzniku komplexu, jodbenzendichloridu, používaného jako pevný zdroj chloru.
Jodbenzen také může být substrátem Sonogaširových a Heckových reakcí, probíhajících přes oxidační adice jodbenzenu.